# Carolines Altes
Les Carolines Altes és un barri d'Alacant que junt amb les Carolines Baixes forma la barriada de les Carolines. Limita al nord amb els barris de Nou Alacant i el Garbinet, a l'est amb el Pla del Bon Repòs, al sud amb les Carolines Baixes, i a l'oest amb Altossano. Es troba a uns 50 metres d'altura, té 19.186 habitants, per la qual cosa és el barri més populós de tota la ciutat. El seu codi postal és el 03012.
L'origen del barri és de finals del segle xix quan es van començar a construir cases escampades al nord de la zona d'extramurs. Eren moltes plantes baixes disperses que recordaven la colònia espanyola de les Carolines, al Pacífic, que es va perdre a 1898, i això va ser el que donà nom al barri. Per la seva mida, sempre s'han dividit en «altes» i «baixes».
El plànol és, per tant, molt confús, amb carrers sinuosos i estrets i falta de zones verdes. En tot el barri només hi ha una plaça anomenada de la Bola d'Or o del Sol. Les cases antigues han sigut en moltes ocasions substituïdes per edificis més moderns. El carrer principal del barri és el del Pinós i al sud es troba el carrer de Jaume Segarra, que fa de límit entre les dues Carolines.
Des del 1947, compta amb una església, la de Sant Josep de les Carolines, i amb les escoles públiques «Nou d'Octubre», «Manjón Cervantes» i «Carlos Arniches».
Compta amb quatre comissions de fogueres. La més emblemàtica és la de Les Carolines Altes, fundada en 1929; ha guanyat el màxim guardó en 8 ocasions, ha plantat més de 20 fogueres a la Categoria Especial i ha aconseguit 5 Bellees del Foc i 8 Dames d'Honor.
La comissió de Foguerer-Les Carolines planta des de 1973, és habitual a la Primera Categoria i a l'Especial infantil i ha aconseguit dos Dames del Foc a més de guanyar diverses vegades en les fogueres infantils. La comissió de la Bola d'Or és de 1981 i va obtindre una Dama del Foc. La més jove és la comissió de Doctor Bergez-Les Carolines, de 1984, esta última ha aconseguit dos Bellees del Foc i 3 Dames d'Honor.